# 黑翅扁甲
黑翅扁甲（学名：Cucujus nigripennis）为扁甲科扁甲屬下的一个种。

## 扩展阅读
- 維基物種上的相關：黑翅扁甲